# Atalantia wightii
Atalantia wightii är en vinruteväxtart som beskrevs av Tyôzaburô Tanaka. Atalantia wightii ingår i släktet Atalantia och familjen vinruteväxter. Inga underarter finns listade i Catalogue of Life.